# Il sangue delle madri
Il sangue delle madri è un romanzo di fantascienza della scrittrice italiana Francesca Cavallero, edito nel 2022.

## Storia editoriale
Il romanzo è stato pubblicato nel maggio del 2022 da Arnoldo Mondadori Editore, nella collana Urania Jumbo, nel volume Il sangue delle madri.

## Ambientazione
Le vicende narrate nel romanzo si svolgono alcuni anni dopo quelle descritte ne Le ombre di Morjegrad, sebbene le trame dei due romanzi siano collegate tra loro solo marginalmente.
In un futuro non specificato, su un pianeta extrasolare abitabile che mantiene ormai solo un flebile contatto con la restante popolazione umana dispersasi nello spazio dopo l'esaurimento delle risorse della Vecchia Terra, una nuova società si è costituita nella federazione di tre Città-Stato: Morjegrad, Nieblada e Almium. Il primato economico e politico nella federazione della prima viene sfidato soprattutto dalla geograficamente più prossima Nieblada, mentre Almium mantiene una propria alterità anche grazie all'oceano che la separa dal continente nel quale si collocano le altre due. Tra le città si estendono le "Terre erose", vaste aree del pianeta caratterizzate da un ambiente estremamente degradato in conseguenza delle attività estrattive che vi hanno avuto luogo nei primi secoli di insediamento umano sul pianeta. Nonostante ciò, vi sono presenti agglomerati urbani marginali, che sopravvivono con difficoltà.
La scoperta del SO.K.A.R. sul pianeta ha permesso di ingegnerizzare il corpo umano, grazie all'acquisizione della capacità di autoriparazione dell'organismo determinata dall'assunzione di una adeguata quantità di tale sostanza. Le applicazioni che ne sono derivate sono state molteplici. Se i membri delle aristocrazie cittadine ne hanno ottenuto un prolungamento della vita determinato dal rallentamento del processo di invecchiamento, i membri più poveri della società e i soldati sono stati potenziati con innesti meccanici ed elettronici per poter svolgere incarichi in ambienti che altrimenti ne avrebbero determinato la morte. Ciò tuttavia espone questi soggetti al ricatto di essere mantenuti in vita finché utili. Al termine del periodo di impiego, risulta più conveniente per lo stato recuperare il SO.K.A.R. residuo nell'organismo e i preziosi innesti che mantenere in vita l'individuo cibernetico, gergalmente chiamato e-cog.

## Trama
Nabra sopravvive nelle terre erose muovendosi da villaggio a villaggio, praticando le sue doti di medico/ingegnere, riparando gli innesti cibernetici difettosi e curando le infezioni che da questi possono originarsi. Un giorno vede precipitare una capsula di rientro e decide di raggiungere il luogo dell'impatto nella speranza di recuperare materiale utile per il suo lavoro. All'interno della capsula - abbandonata dal suo passeggero - trova, tuttavia, tre fiale di un purissimo SO.K.A.R., di estremo valore economico e politico. Nel frattempo, Sya, comandante della Morjegrad Hunters Unity (unità specializzate nella neutralizzazione di e-cogs ribelli), riceve notizia che sono stati persi i contatti con l'avamposto orbitale federale, il Faro. Certa di una rivolta in corso, si mette sulle tracce del cyborg che lei ritiene sia fuggito dalla stazione spaziale per mezzo dell'unica navetta che l'ha lasciata nel periodo di silenzio radio. Si chiarisce presto, tuttavia, che Sya è all'inseguimento di Nebra, perché il segnale che lei ritiene associato al fuggitivo è invece trasmesso dall'astuccio del SO.K.A.R. Entrambe, così, vengono non solo a percorrere un lungo tragitto verso sud, la prima nella speranza di un imbarco per Almium, la seconda di catturare il fuggitivo, ma vengono più avvolte attaccate da militari privi di insegne che suggeriscono un interesse di Nieblada per la sostanza.
Gli eventi avvenuti sulla stazione spaziale e l'intreccio politico che c'è dietro vengono svelati dai difficoltosi ricordi di Nadja.

## Edizioni
- Francesca Cavallero, Il sangue delle madri, Urania Jumbo n° 31, Milano, Arnoldo Mondadori Editore, 2022,  p. 521.